# Lom nad Rimavicou
Lom nad Rimavicou es un municipio del distrito de Brezno en la región de Banská Bystrica, Eslovaquia, con una población estimada a final del año 2024 de 217 habitantes.
Se encuentra ubicado al noreste de la región, cerca del curso alto del río Hron —un afluente izquierdo del Danubio— y de la frontera con las regiones de Žilina y Prešov.

## Demografía
| Año        | 1994 | 2004     | 2014     | 2024     |
| ---------- | ---- | -------- | -------- | -------- |
| Población  | 360  | 309      | 274      | 217      |
| Diferencia |      | −14,16 % | −11,32 % | −20,80 % |

| Año        | 2023 | 2024    |
| ---------- | ---- | ------- |
| Población  | 218  | 217     |
| Diferencia |      | −0,45 % |